# Bandon (Oregon)

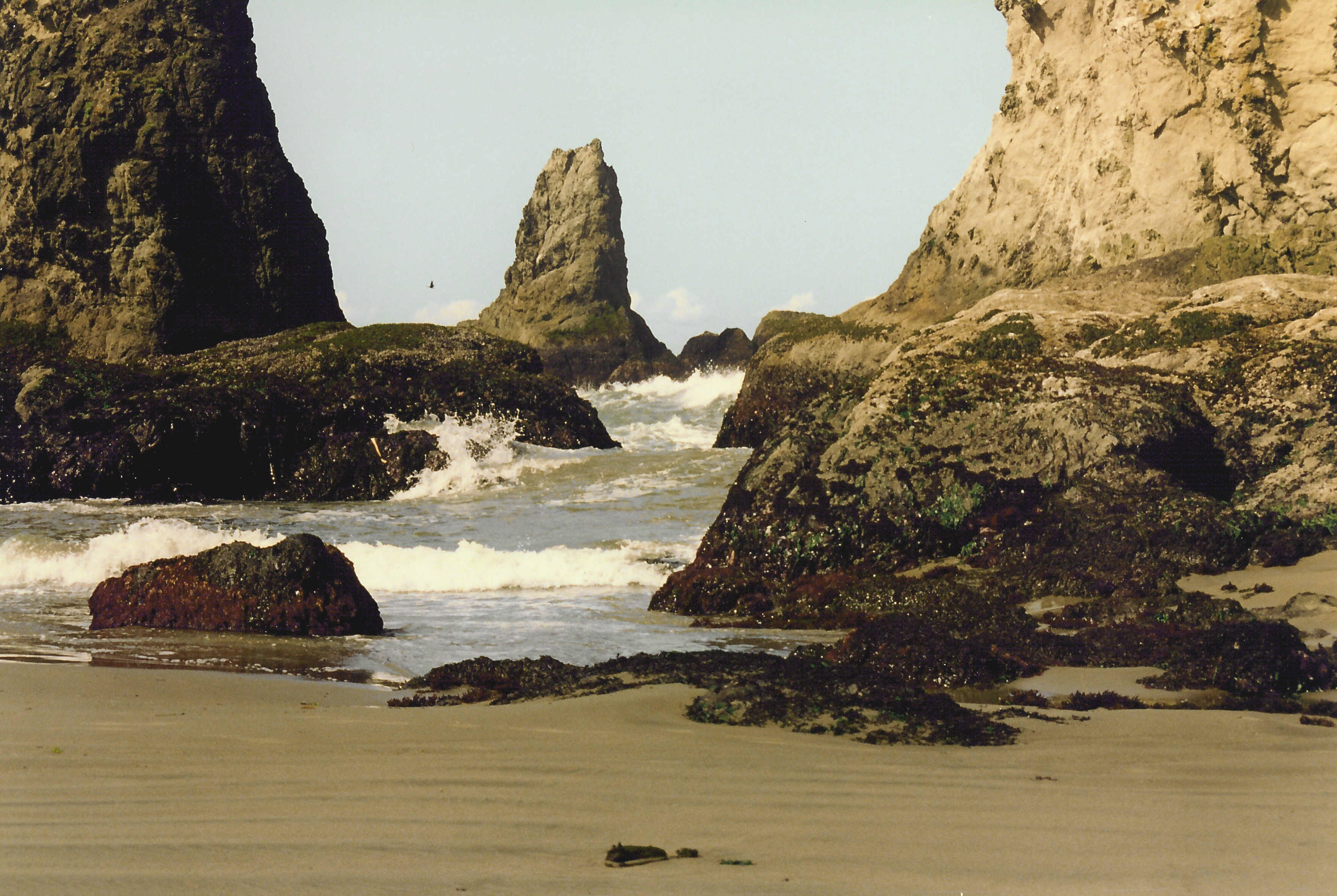
A part menti sziklák 1994-ben

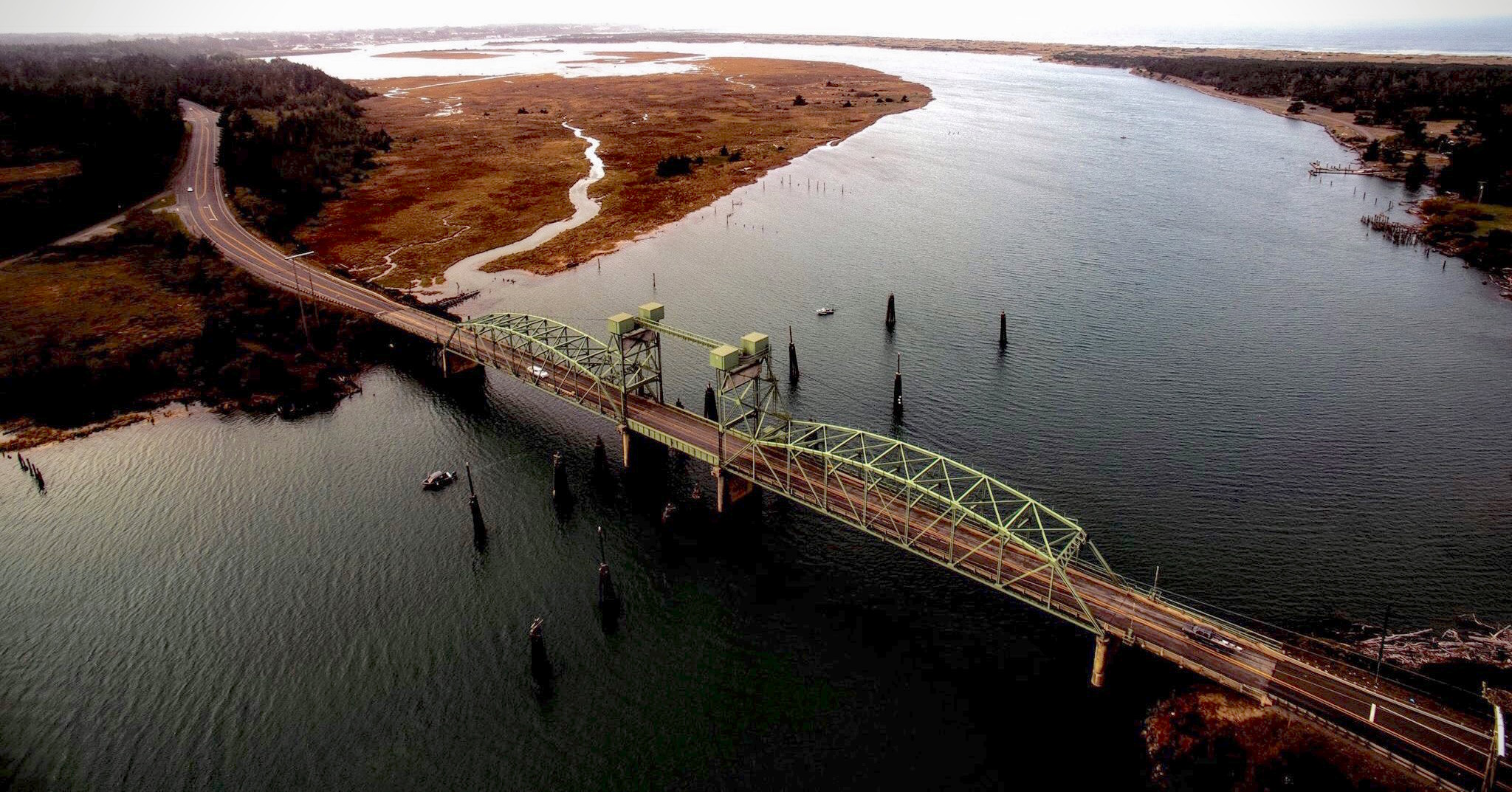
A Bullards híd

Bandon (kiejtése: ˈbændən) az Amerikai Egyesült Államok északnyugati részén, Oregon állam Coos megyéjében, a Coos-folyó torkolatának déli helyezkedik el. A 2010. évi népszámláláskor 3066 lakosa volt. A város területe 8,16 km², melyből 0,98 km² vízi.
A városban található a Coquille-folyón átívelő, a 101-es út részét képező Bullards híd. A településtől 3,2 km-re délkeletre fekszik a Bandoni állami repülőtér.
Turistakiadványokban a helységet gyakran „Bandon-by-the-Sea” néven említik. A környék népszerű a viharvadászok körében.
A város hetilapja a The World kiadójának tulajdonában lévő Bandon Western World, amelyet az anyaújság Coos Bay-i nyomdájából terjesztenek.

## Történet
A területen 1850 előtt a coquille indiánok éltek; a rákövetkező évben francia–kanadai prémvadászok a Whiskey Run Beachen aranyra bukkantak, habár az aranyláz ezt a környéket nem érintette. 1852-ben az írországi Cork megyéből származó Henry Baldwin zátonyra futott a Coos-öbölben, majd gyalog elindulva ide jutott. Az első európai telepesek 1853-ban érkeztek, akik a mai város területén megalapították az első települést. 1856-ban a környéken és a Siletz rezervátumban élő indiánokkal konfliktusok kezdődtek. 1859-ben a Coos-öbölben kikötött a Twin Sisters hajó, ezzel megnyitva az utat a termékek és nyersanyagok exportja előtt.
Bandont az 1873-ban az írországi Bandonból fiaival, Joseph-fel és George-dzsal, valamint George Sealey-vel ideérkező George Bennett alapította. A rákövetkező évben az Averille nevet a névadó írországi település nevének hasonló módosítását követve Bandonra változtatták. A következő évben három fiával szintén az ír településről idejött Joseph Williams. A postahivatalt 1877-ben alapították, a sajtgyártás pedig 1880-ban kezdődött, illetve ugyanebben az évben a kongresszus biztosította a mólóhoz szükséges forrásokat. 1883-ban elkészült az első fűrésztelep, iskola és a katolikus templom is. 1884-ben a haditengerészet nekilátott a móló megépítésének.
George Bennett ekörül telepítette be Írországból a rekettyét (Ulex europaeus), amely hamarosan annyira elburjánzott, hogy mind a településen, mind az azt környező vidéken kellemetlenné vált, mivel sűrűsége miatt nem lehet rajt átjárni, valamint olajos bevonata miatt könnyen lángra lobbanhat.
Áfonyát 1885 óta termesztenek itt, miután Charles McFarlin Massachusettsből szőlőt telepített be. McFarlin eredetileg csak az aranyláz miatt ment Kaliforniába, de miután abból nem sikerült megélnie, a Cod-csúcs mellől hozott tőkékkel Hauser mellett létrehozta Oregon első ültetvényét. Az eredeti ültetvényeken nyolcvan évig termett a gyümölcs. A betelepített változatok nagyban hozzájárultak a nyugati partvidék terméshozamának növekedéséhez, ezért azt McFarlinnek nevezték el, és a leggyakrabban telepített fajta lett, de helyét később a Stevens fajta vette át. Bandon volt egyben az első, ahol a földek köré emelt gátak elárasztásával gyűjtötték be a terményt.
A település 2010-ben felkerült a BudgetTravel „Coolest Small Towns in America” (Amerika legjobb kisvárosai) listájára.

### Az 1936-os tűz
1936. szeptember 26-án a helységtől keletre fekvő erdő kigyulladt, majd a The Coos Bay Timesnak nyilatkozó D.H. Woomer helyi lakos elmondása alapján a szélirány megfordulása miatt a tűz átterjedt a város szélén lévő rekettyésre. A tűzben a kereskedőnegyed teljesen megsemmisült; 11-en meghaltak és 3 millió dollárnyi kár keletkezett. A lángra lobbanó rekettyést korábban a település alapítója, Lord George Bennett telepítette be Írországból.
A tűzoltók szerint az égő rekettyés a zsírégetéskor tapasztalható módon reagált a vízre, a tűz fokozatosan továbbterjedt. Stewart Holbrook a tűzvészről szóló esszéjének a „The Gorse of Bandon” (Bandon rekettyése) címet adta.Stansell guitars supplies POC lumber (angol nyelven). Stansell Guitars. [2009. február 4-i dátummal az eredetiből archiválva]. (Hozzáférés: 2018. április 30.)
Az üzleti negyed épületeinek egy része eredetileg a Coquille-folyó South Jetty Parknál lévő részénél kiágazó cölöpökre épült, hogy az áruszállító hajók közvetlenül a kereskedőknél rakodhassanak ki és be. Az újjáépítés után az új kerület nem lóg túl a belterületi részen.
A rekettyés ma is létezik, de csak adott magasságúra és -kiterjedésűre engedik megnőni.

## Éghajlat
A település telei általában felhősek és gyakoriak az esőzések, míg a nyarak általánosságban szárazak. A hóesés és a fagyok nagyon ritkák, telente maximum egy-két alkalommal fordulnak elő, míg -6,7 °C alá ötévente egyszer csökkennek a hőmérők. A nyarak hűvösek, 21–32 °C három-négy évente mindössze egyszer vagy kétszer fordul elő. A melegrekord (37,8 °C) 1990. szeptember 21-én, míg a hidegrekord (-13,3 °C) ugyanezen év december 21-én dőlt meg.
A Köppen-skála alapján a város éghajlata az óceáni és mediterrán éghajlatok keveréke (Csb-vel jelölve). A legcsapadékosabb a december–január-, a legszárazabb pedig a július–augusztus időszak. A legmelegebb hónap július, a leghidegebb pedig január és december.
| Hónap                         | Jan. | Feb.  | Már. | Ápr. | Máj. | Jún. | Júl. | Aug. | Szep. | Okt. | Nov. | Dec.  | Év    |
| ----------------------------- | ---- | ----- | ---- | ---- | ---- | ---- | ---- | ---- | ----- | ---- | ---- | ----- | ----- |
| Rekord max. hőmérséklet (°C)  | 23,9 | 26,1  | 25,6 | 31,7 | 32,2 | 33,9 | 29,4 | 32,2 | 37,8  | 36,1 | 26,1 | 25,0  | 37,8  |
| Átlagos max. hőmérséklet (°C) | 12,8 | 13,3  | 13,9 | 14,4 | 16,7 | 18,3 | 20,0 | 20,0 | 19,4  | 17,8 | 14,4 | 12,2  | 16,1  |
| Átlaghőmérséklet (°C)         | 8,1  | 8,6   | 9,5  | 10,0 | 12,0 | 13,9 | 15,6 | 15,3 | 14,4  | 12,5 | 10,0 | 8,1   | 11,5  |
| Átlagos min. hőmérséklet (°C) | 4,4  | 3,9   | 5,0  | 5,6  | 7,2  | 9,4  | 11,1 | 10,6 | 9,4   | 7,2  | 5,6  | 3,9   | 7,0   |
| Rekord min. hőmérséklet (°C)  | −9,4 | −10,0 | −3,3 | −2,8 | −1,1 | 0,6  | 2,8  | 1,7  | −0,6  | −2,8 | −6,1 | −13,3 | −13,3 |
| Átl. csapadékmennyiség (mm)   | 240  | 190   | 178  | 115  | 82   | 45   | 10   | 16   | 34    | 101  | 223  | 262   | 1496  |
| Forrás: The Weather Channel   |      |       |      |      |      |      |      |      |       |      |      |       |       |

## Népesség

### 2010
A 2010-es népszámláláskor a városnak 3066 lakója, 1466 háztartása és 762 családja volt. A népsűrűség 427,6 fő/km2. A lakóegységek száma 1860, sűrűségük 259,4 db/km2. A lakosok 92,6%-a fehér, 0,4%-a afroamerikai, 1,4%-a indián, 0,8%-a ázsiai, 0,1%-a a Csendes-óceáni szigetekről származik, 1,4%-a egyéb, 3,4%-a pedig kettő vagy több etnikumú. A spanyol vagy latino származásúak aránya 5,5% (4% mexikói, 0,1% Puerto Ricó-i, 0,1% kubai, 1,3% egyéb spanyol vagy latino származású.)
A háztartások 18,1%-ában élt 18 évnél fiatalabb. 37,6% házas, 10,2% egyedülálló nő, 4,2% egyedülálló férfi, 48% pedig nem család. 39,6% egyedül élt; 20,8%-uk 65 éves vagy idősebb. Egy háztartásban átlagosan 2,01 személy élt; a családok átlagmérete 2,62 fő.
A medián életkor 53,4 év volt. A város lakóinak 15,6%-a 18 évesnél fiatalabb, 6,3% 18 és 24 év közötti, 17,3%-uk 25 és 44 év közötti, 31,2%-uk 45 és 64 év közötti, 30%-uk pedig 65 éves vagy idősebb. A lakosok 46,3%-a férfi, 53,7%-a pedig nő.

### 2000
A 2000-es népszámláláskor  a városnak 2833 lakója, 1287 háztartása és 736 családja volt. A népsűrűség 395,1 fő/km2. A lakóegységek száma 1535, sűrűségük 214,1 db/km2. A lakosok 92,48%-a fehér, 0,25%-a afroamerikai, 1,94%-a indián, 0,6%-a ázsiai, 0,11%-a a Csendes-óceáni szigetekről származik, 0,95%-a egyéb-, 3,67%-a pedig kettő vagy több etnikumú. A spanyol vagy latino származásúak aránya 2,75% (2,1% mexikói,   0,6% pedig egyéb spanyol/latino származású.)
A háztartások 21,2%-ában élt 18 évnél fiatalabb. 43,4% házas, 10,1% egyedülálló nő; 42,8% pedig nem család. 36,1% egyedül élt; 19%-uk 65 éves vagy idősebb. Egy háztartásban átlagosan 2,09 személy élt; a családok átlagmérete 2,71 fő.
A város lakóinak 19,1%-a 18 évesnél fiatalabb, 4,7% 18 és 24 év közötti, 19,4%-uk 25 és 44 év közötti, 27,5%-uk 45 és 64 év közötti, 29,4%-uk pedig 65 éves vagy idősebb. A medián életkor 49 év volt. Minden 100 nőre 82,4 férfi jut; a 18 évnél idősebb nőknél ez az arány 80.
A háztartások medián bevétele 29 492 amerikai dollár, ez az érték családoknál $37 188. A férfiak medián keresete $28 636, míg a nőké $22 722. A város egy főre jutó bevétele (PCI) $20 051. A családok 11,9%-a, a teljes népesség 16%-a élt létminimum alatt; a 18 év alattiaknál ez a szám 34,1%, a 65 évnél idősebbeknél pedig 6%.

## Gazdaság

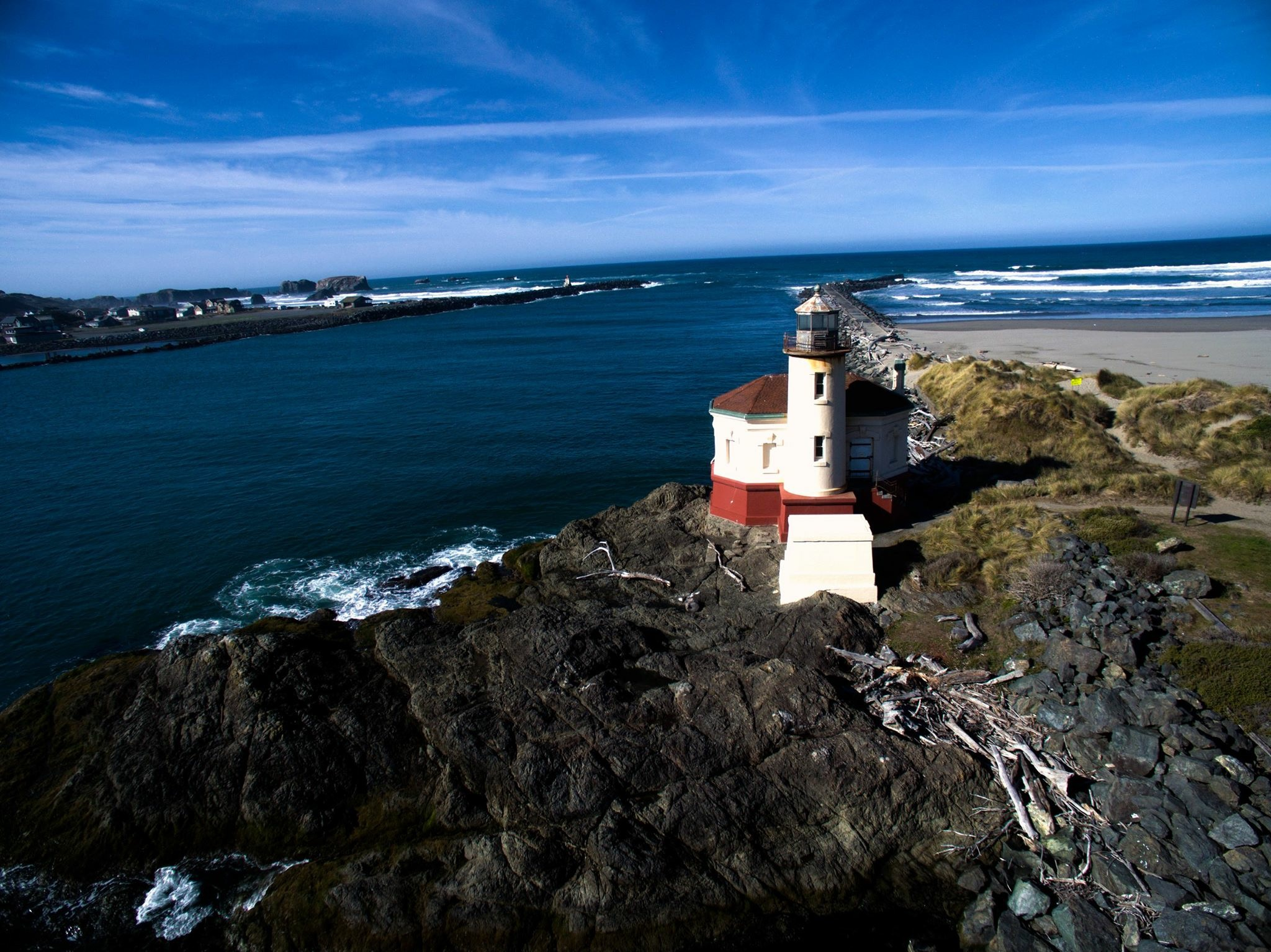
A világítótorony

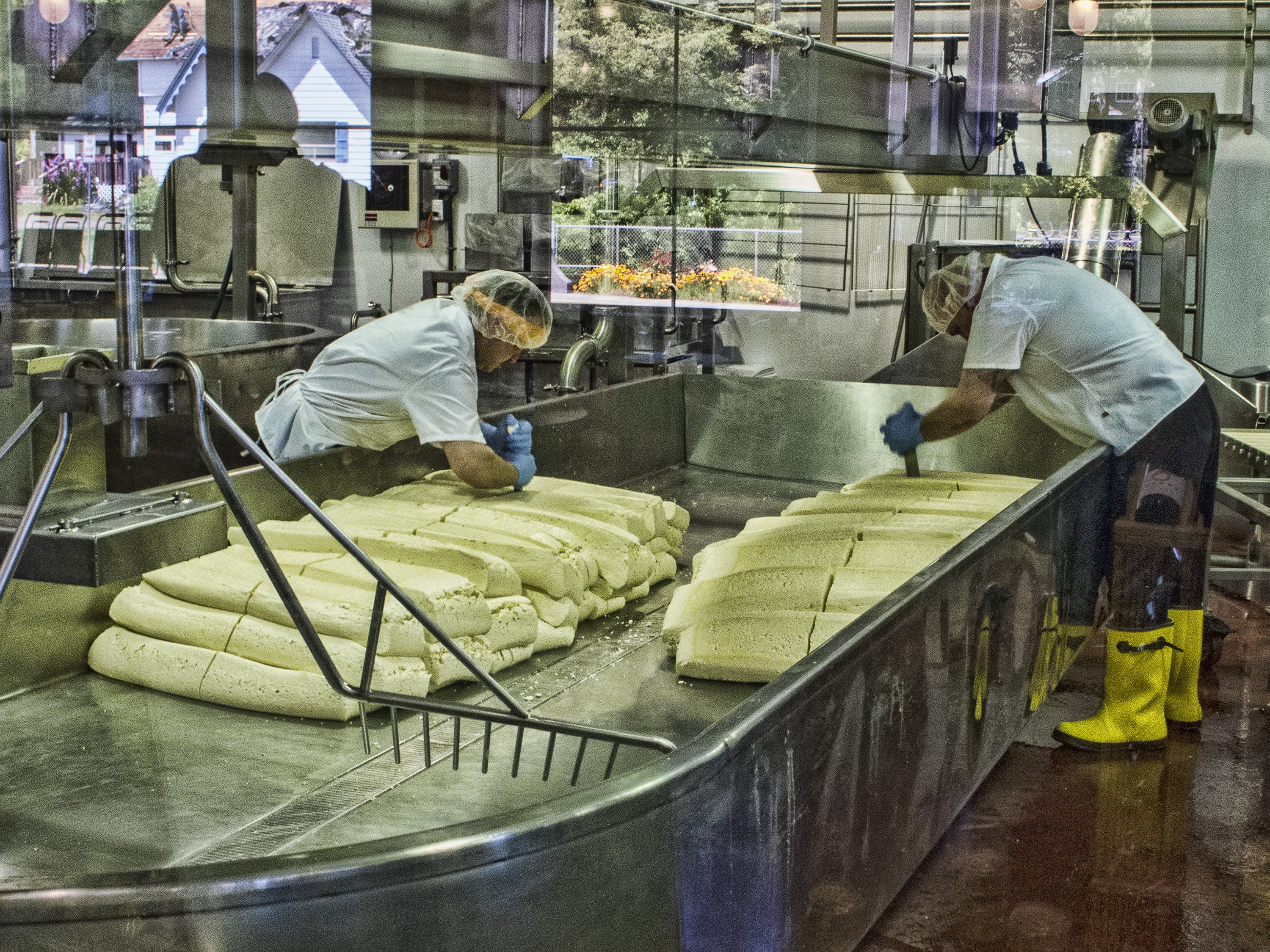
A sajtgyár

A település gazdaságának húzóágazatai egykor a halászat és az erdészet voltak, de ezek az 1980-as évekre elvesztették jelentőségüket, viszont a város életének ma is részét képezik. A gazdaság ma fafeldolgozásra, a halászatra, a turizmusra és a mezőgazdaságra épül.

### Áfonyafeldolgozás
A városban 100 áfonyatermesztő összesen 6,5 négyzetkilométernyi területet művel, ez az állami termelés 95, valamint az országos termelés 5 százalékát teszi ki; minden ősszel átlagosan tizennégyezer tonnát takarítanak be. A rekord 1994-ben dőlt meg, amikor 48 000 köbmétert sikerült begyűjteni. A gyümölcsök egy részét közúton Eugene-be és Albanyba szállítják, más részét pedig az Ocean Spray Prosserben található üzemében dolgozzák fel. Az áfonya ezen fajtáját 1855-ben honosította meg itt Charles McFarlin; a hibrid típus a farmer után a McFarlin nevet kapta.
1946 óta minden szeptember második hétvégéjén rendezik meg az áfonyafesztivált, amelyet Oregonból, Washingtonból és Kaliforniából is látogatnak. A település „Oregon áfonya-fővárosa” néven is ismert.

### Sajtgyártás
1928-tól 2000-ig a tejtermelés és a sajtgyártás a gazdaság szerves részét képezte. Az 1936-os tűzben a sajtgyár megsérült, de a következő évben Surfside Dairy néven újranyílt. A Tillamook megyei Sajtgyártók Szövetsége 2000—ben megvásárolta az üzemet, majd leépítésekbe kezdett, végül 2005. október 4-én az utolsó munkást is elbocsátották és megszüntették a vállalkozást. A helyi sajtokat ma a tillamooki sajtgyár neve alatt forgalmazzák.
A Face Rock Creamery önkormányzati támogatással 2013-ban újraindította az üzemet. A látogatók végignézhetik a kézműves sajtok elkészültét, illetve kóstolásra és vásárlásra is lehetőség van. A termékek közül külön kiemelték az egyik kritikus által pozitívan értékelteket. Az új sajtgyár vezető sajtkészítője az egykori üzemben azonos pozíciót betöltő személy fia.

### Golfpályák
A településtől északra található a Bandon Dunes Golf Resort, ahol öt golfpálya van; ezekből négy szabványméretű, az ötödik pedig egy 13 lyukú, melynél mérete alapján feltételezik, hogy egy prodi három ütésből játssza meg őket. A Bandon Dunes-on kívül a legnépszerűbb golfhelyszínek a bajnoki pályák, valamint az Old Macdonald, Pacific Dunes és a Bandon Trails komplexumok.

## Látnivalók
A település az óceánparton fekszik, és számos sziklaformáció is látható a környéken, például a Face Rock State Scenic Viewpointnál, ahol több mint 300 madárfaj figyelhető meg.
A Bullards Beach Állami Park területén található az 1895-ben elkészült Coquille River világítótorony.
A kaliforniai határon terül el a 438 hektáros Oregon Islands Nemzeti Tájvédelmi Körzet, valamint a településtől délre van a West Coast Game Park Safari.

## A Bégum ötszáz milliója
Jules Verne a Bégum ötszáz milliója című könyvének helyszínét (Ville-France) Bandonról mintázta. A regényben szereplő települést 1872-ben, Bandon előtt egy évvel alapította Sarassin doktor, egy francia látnok; a település néhány év alatt 100 000 fős mintaközösséggé duzzad; a szövetségi kormány ezután független városállami rangot ad neki. A helység később háborúban állt egy a Cascade-hegység másik oldalán lévő, egy gonosz német tudós által alapított hasonló városállammal.

## Híres személyek
- Bill Bradbury – államtitkár[26]
- James V. Scotti – csillagász[27]
- Randal O’Toole – közgazdász[28]
- Timothy Zahn – író[29]

## Testvérváros
- Bandon, Írország[30]

## Fordítás
Ez a szócikk részben vagy egészben  a   Bandon, Oregon című angol Wikipédia-szócikk ezen változatának fordításán alapul.  Az eredeti cikk szerkesztőit annak laptörténete sorolja fel. Ez a jelzés csupán a megfogalmazás eredetét és a szerzői jogokat jelzi, nem szolgál a cikkben szereplő információk forrásmegjelöléseként.